# Venusbeeldje

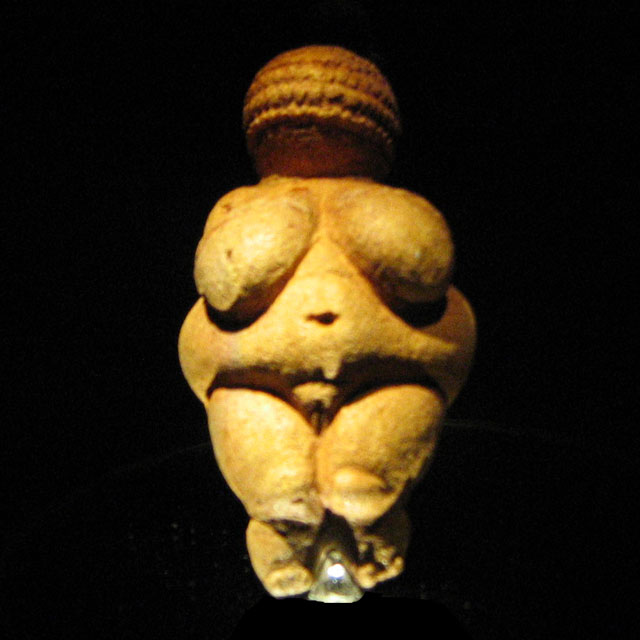
De Venus van Willendorf

Venusbeeldjes  of figurines zijn prehistorische beeldjes, die veelal vrouwen voorstellen.
De term ‘Venus’ werd voor het eerst gebruikt halverwege de negentiende eeuw door de Marquis de Vibraye, die in zijn tuin in de Dordogne, bij Laugerie-Basse in de Vèzère-vallei, een "Venus Impudica" (onbeschaamde Venus) aantrof, zoals hij die noemde, alluderend op de Venus Pudica (beschaamde Venus) van Michelangelo. De term is verder totaal zonder betekenis, maar is een verzamelnaam geworden.

## Vroeg-Paleolithicum
Twee oude vondsten worden ook vaak tot de Venusbeeldjes gerekend - de Venus van Berekhat Ram, ten minste 233.000 jaar oud en de Venus van Tan-Tan, tussen de 300.000 en 500.000 jaar oud, het midden-Acheuléen. Deze twee beeldjes, respectievelijk gevonden in Azië en Afrika, zijn van steen en niet van keramiek. Beide zijn erg ruw, maar hadden waarschijnlijk al een enigszins menselijke vorm.

## Laat-Paleolithicum
Deze beeldjes zijn ofwel uit steen, been of ivoor gesneden of van klei gemaakt en gebakken. De beeldjes van klei behoren tot de oudste voorbeelden van keramiek ter wereld.

## Vergelijkbare vondsten uit latere perioden
In Çatalhöyük is een groot aantal dergelijke beeldjes opgegraven. Een daarvan staat bekend als de 'Zittende vrouw van Çatalhöyük'.
In de Indusvallei werden talloze dergelijke beeldjes gevonden, zoals in Mehrgarh, die verband houden met de Indusbeschaving.

## Betekenis van de beeldjes
De precieze betekenis van de beeldjes is, net als die van veel andere artefacten uit de prehistorie, onduidelijk. De gewoonlijk overdreven geproportioneerde vrouwenfiguren tonen een vruchtbare vrouw met grote borsten, brede heupen en een duidelijke vulva. Ze zijn het product van mensen met een symbolisch werkende geest.

## Voorbeelden van Venusbeeldjes
| - Vroeg-paleolithicum - Venus van Berekhat Ram - Venus van Tan-Tan - Laat-paleolithicum - Venussen van Balzi Rossi (Italië) - Venus van Boeret (Siberië) - Venus van Brassempouy - Venus van Dolní Věstonice - Venus van Engen - Venusbeeldjes van Gagarino (Rusland) - Venus van Grimaldi (Italië) - Venusbeeldjes van Kostjonki (Rusland) - Venus van Laussel - Venus van Lespugue - Venusbeeldjes van Malta (Siberië) - Venus van Monruz - Venus van Savignano - Venus van Willendorf - Neolithicum - Slapende Dame van Malta (Malta) |